# ラムザン・カディロフ
ラムザン・アフマトヴィチ・カディロフ（ロシア語: Рамза́н Ахма́тович Кады́ров、チェチェン語: КъадиргӀеран Ахьмад-Хьаьжин Рамзан, ロシア語ラテン翻字: Ramzan Akhmadovich Kadyrov、1976年10月5日 - ）は、ロシアの政治家、軍人。ロシア連邦内チェチェン共和国の第3代首長。民警少将、ロシア連邦英雄の称号を持ち、ロシア軍内の階級は大将である。2004年5月9日に暗殺されたアフマド・カディロフの息子（次男）。

## 概要
カディロフは欧米の報道では独裁者とみなされ、チェチェンを統治している。カディロフの私兵団カディロフツィはカディロフ政権を維持するための組織として機能している。主に国内でカディロフに異論を唱える者を殺害する組織であり、国外でも破壊活動を行なっている。カディロフツィは2022年ロシアのウクライナ侵攻にも投入された。
日本における報道では、朝日新聞やCNNがカドイロフと表記している。

## 経歴

### 生い立ちと暗殺未遂
チェチェン・イングーシ自治ソビエト社会主義共和国ツェントロイ村（Центарой）に生まれる。1996年より、父アフマド・カディロフの補佐官兼ボディーガードを務めた。
2000年5月12日、爆弾による暗殺未遂に遭う。これに対し、父アフマドはアスラン・マスハドフを非難する。
2001年1月16日にはグデルメス郊外で2度目の暗殺未遂事件が発生。
2002年9月30日、グデルメス地区ノヴォグローズネンスキー村において、ラムザンの車に対して発砲事件が起こる。
2003年7月27日にはクルチャロエフ地区ツォツァン・ユルト村において、自爆テロ未遂事件が発生した。

### 政界
2003年、父の大統領選出後、大統領保安局長となり、独立派との交渉、武器の連邦軍への引渡しに従事した。2004年、マハチカラ・ビジネス法律大学を卒業。その後、チェチェン内務相補佐官を務め、チェチェン共和国国会議員となった。
2004年5月9日に父が暗殺されると、チェチェン住民の多くはラムザンを大統領に推薦した。しかしながら、共和国憲法によれば、大統領となるには満30歳以上であることが必要であったため、ラムザンは選挙に参加しなかった。
2004年5月10日に第一副首相に就任。同年10月10日より、南部連邦管区ロシア連邦大統領全権代表顧問となる。
2005年11月18日、首相代行に任命。同年12月29日、ロシア連邦英雄の称号が授与された。2006年1月より、ロシアの政権与党・統一ロシアの地域支部書記を務める。
2006年2月28日、首相のセルゲイ・アブラモフがラムザンを次期首相に指名して辞職し、3月4日より首相となった。
2007年2月15日、チェチェン共和国第3代大統領に就任。
2010年8月、「国に大統領は1人だけ」と主張して大統領職の名称変更を提唱。議会の議決により、9月2日より役職名が「首長」（Глава）となる。
2020年5月20日には新型コロナウイルスに感染した疑いでモスクワの病院に搬送されている。同年7月20日には深刻な人権侵害を理由に、アメリカより夫人や娘など家族も含めた入国禁止の制裁措置が取られることが発表された。
2022年のロシアによるウクライナ侵攻の際には、ロシアのウラジーミル・プーチン大統領を全面的に支持することを表明。日本政府が3月8日にカディロフを含めた制裁対象者リストを発表したことを受け、カディロフは日本に対する皮肉を込めたコメントをTelegramに投稿したと報じられている。3月14日にはロシア軍とともにウクライナ入りし、首都キエフ近郊の飛行場に滞在していることをTelegramで明かしたが、 ウクライナ・プラウダはウクライナ側が仕掛けた電話トラップを根拠にウクライナ入国が嘘であると主張した。その後戦況は硬直化し、9月に入ってロシア軍がヘルソンの一部からの撤退を余儀なくされた際には、ロシア軍の戦略には間違いがあると苦言を呈した。
2022年10月5日、プーチン大統領より大将（Генера́л-полко́вник）の称号を授与された。
2023年時点で元当局者などから肝臓と腎臓に問題があると証言されており、健康状態に注目が集まっていた。カディロフ自身は2023年3月に多数の医療検査を受診し、間違いなく健康であるとの診断結果が出たと主張している。同年9月にはウクライナ当局がカディロフが重病に陥っていると主張しているが、詳細な情報はない。
2025年7月、トルコのボドルムでの休暇中、水に溺れて病院に搬送された。

## 政策・統制手法
カディロフはウラジーミル・プーチン大統領に忠誠を誓いながら、チェチェンをロシア国内の事実上の「独立王国」にしたとも言う。カディロフはロシア政府からの連邦補助金を大量にもらい、2度の紛争の復興事業やインフラ整備をチェチェン国内で行ったため、現在のグロズヌイには高層ビルや壮麗なモスクが立ち並んでいる。一方、独自路線を貫き、中央政府からの干渉を極度に嫌うため、2015年にカディロフはチェチェンの治安部隊に対し、チェチェン以外のロシア国内からの警察官などを撃つように命令した事例がある。
コーカサス研究者の廣瀬陽子は、カディロフ派（カディロフツィ）が「統制」を名目に殺人、強盗、誘拐、拷問、多額の身代金請求をしていると指摘している。
2017年3月、反政府メディアNovaya Gazetaは、チェチェン国内で100人以上の市民が性的指向を理由に当局に逮捕された模様だと報じた。逮捕者の中には、LGBT活動家、報道関係者、宗教関係者が含まれていた。米国など海外メディアでは、海外に逃亡したゲイのチェチェン人やジャーナリストから、その実態が暴露されつつある。軍隊がゲイの国民を組織的に逮捕、投獄し、拷問の上、多数を殺害しているとの報道もある。睾丸への電気ショックを含む残虐行為が行われているとの証言もある。国連など国際機関もチェチェンに対して、ゲイに対する誘拐、拷問、殺害をやめよと非難を表明している。
- 副首相時代のカディロフとプーチン大統領の会議（2004年）
- プーチンとカディロフ（2018年）
- カディロフとチェチェン議会議長のマゴメド・ダウドフ

## 受賞・勲章
ロシア連邦英雄、勇気勲章、アフマド・カディロフ名称勲章、「公共秩序の警備における優秀さに対する」メダル、「全ロシア国勢調査における貢献に対する」メダル、「チェチェン共和国における対テロ作戦への参加に対する」メダル、「カフカースにおける勤務に対する」メダル、「チェチェン共和国の守護者」メダルを受賞。
チェチェン共和国名誉市民、ロシア自然科学アカデミー名誉会員、功労体育職員。2009年12月14日には、ロシア内務省より民警少将の階級が授与され、ロシア最年少（33歳）の将官となった。

## 人物
4人の妻を持ち、12児を有する。ムスリムのポリガミーへの支持を公言しており、ロシア国内のムスリムは4人の妻を持つべきだとの考えを示した。
趣味は音楽鑑賞。自動車が好きで、自分で運転することを好む。スポーツマスターの称号を有する。
格闘技
総合格闘技のファンで、2014年には暗殺された父の名前から命名した『ファイトクラブ・アフマト』というプロスポーツクラブを設立した。2015年には総合格闘家のクリス・ワイドマン、ファブリシオ・ヴェウドゥム、フランク・ミアを大統領宮殿に招待している。ボクシングも嗜む。
サッカークラブ会長
アフマド・カディロフの死後、2004年5月よりプロサッカークラブ「テレク・グロズヌイ」の会長職を父から引き継いだ。同年2部リーグで優勝し、クラブ史上初の1部リーグ昇格に導いたが、2011年11月に「チームの強化に関して十分に対処する時間がない」との理由で辞任した。
馬主
競走馬の馬主でもあり、2008年のドバイワールドカップミーティング（アラブ首長国連邦・ドバイ）では有力馬を金銭トレードで購入して、チェチェン共和国の国旗の色を3色使った勝負服（赤と緑・腕に白の模様）で出走させるなど、競馬の国際的な舞台での活動も目立つ。主な保有馬にジターノエルナンド（2009年グッドウッドS〈移籍前〉・2011年シンガポール航空インターナショナルカップ優勝）などを保有。シンガポールインターナショナルカップでは、カディロフ自身が観戦に訪れ、初めてのGI優勝を見届けている。馬主として南アフリカの厩舎（主にハーマン・ブラウンとマイク・デコックとダグ・ブラウン〈2013年から契約〉）を主な顧客にし、芝やオールウェザーコースに適性がある馬を複数頭保有（ほとんどが短距離馬）し、すぐにメインの南アフリカの厩舎に移しているが、ここ最近は欧州の競馬新興国チェコやドバイの王族所有馬の共同オーナーを務めるなど幅広い。ダートに適性のある馬は今の所保有していない。現在では天然ガスの資金を武器に、ヨーロッパの強豪馬の獲得を目指している。2012年9月に、フォワ賞でオルフェーヴルと激闘を繰り広げたミアンドル（フランス）を獲得している。自身は大統領の公務で多忙のため、自身の代理人に任せている。ちなみに繁殖、育成、調教専用の牧場等は一切持っていない。競走馬の獲得はカディロフと自身の代理人が現地で競走馬を吟味し、自身を軸としたオーナーグループが獲得している。
新型コロナウイルスについて
新型コロナウイルス感染症の世界的な流行について、予防法として蜂蜜とレモンを湯に溶いたものとニンニクの摂取を市民に奨励した。その後カディロフ自身も感染した。